# Note parfaite

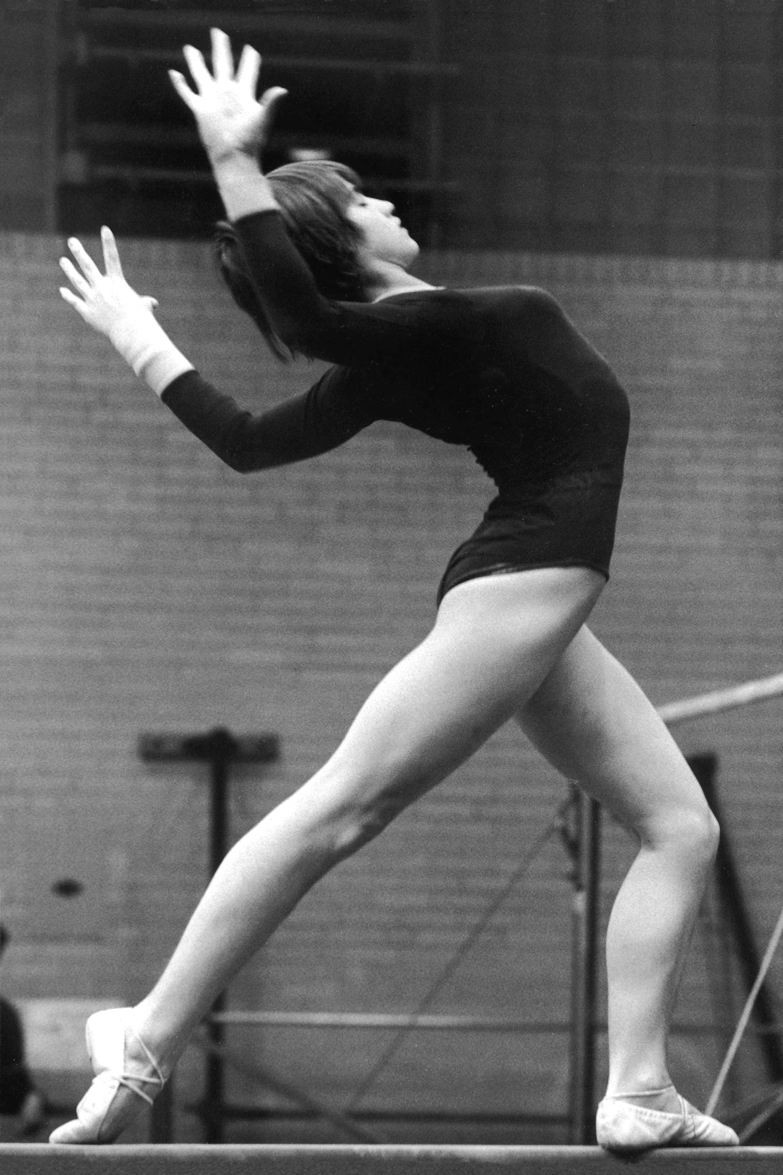
Nadia Comăneci en 1977

Une note parfaite en gymnastique artistique était une note de 10/10 comme défini dans le code de pointage de la Fédération internationale de gymnastique (FIG). Cette note a longtemps été considérée inatteignable, surtout aux Jeux olympiques.
La Roumaine Nadia Comăneci est la première personne à avoir reçu la note de 10/10 aux Jeux olympiques, lors des jeux de 1976 à Montréal,. Parmi les autres femmes qui ont accompli cet exploit aux jeux olympiques, citons Nellie Kim, également en 1976, Mary Lou Retton en 1984, Daniela Silivaș et Yelena Shushunova en 1988, et Lavinia Miloșovici en 1992. Le premier homme à avoir obtenu un 10 est Alexander Dityatin aux Jeux olympiques de 1980 à Moscou,. Cependant, aux Jeux olympiques de Paris de 1924, 22 hommes ont obtenu une note de 10 en grimper de corde, dont Albert Séguin qui a obtenu un deuxième 10 en saut de cheval en longueur, des épreuves qui ne font plus partie de la gymnastique artistique.[réf. souhaitée]
La FIG a changé son code de pointage en 2006. Il n'y a plus de score parfait. Il existe maintenant différents scores, en fonction de la difficulté et de la qualité d'exécution.